# Marshallacris parvulus
Marshallacris parvulus är en insektsart som först beskrevs av Hancock, J.L. 1909.  Marshallacris parvulus ingår i släktet Marshallacris och familjen torngräshoppor. Inga underarter finns listade i Catalogue of Life.